# 東京製図学校
東京製図学校（とうきょうせいずがっこう）は、建築製図を修得を目的とした学校。
高等学校レベルの数学や理科が理解できる程度で建築教育を実施。入学条件は、東京設計学校と同様の条件としている。
建築系の製図を専門に学ぶカリキュラムを設置しているので、専修学校とは異なる教育システムにしている。

## 関連校
- 東京経理学校
- 東京広告デザイナー学院
- 日本設計学院
- 青山デザイナー学院
- 東京美術学院